# Zuid-Amerikaanse koraalslang
De Zuid-Amerikaanse koraalslang (Micrurus lemniscatus) is een zeer giftige slang uit de familie koraalslangachtigen (Elapidae).

## Naam en indeling
De wetenschappelijke naam van de soort werd in 1758 als Coluber lemniscatus gepubliceerd door Carl Linnaeus. De soort werd later aan het niet meer erkende geslacht Elaps  toegewezen.

## Uiterlijke kenmerken
De slang bereikt een totale lichaamslengte van ongeveer 60 tot 90 centimeter.

## Leefwijze
Het voedsel van deze terrestrische, gravende slang bestaat hoofdzakelijk uit kleine hagedissen en vogels.

## Verspreiding en leefgebied
Deze soort komt voor in noordelijk en centraal Zuid-Amerika en leeft in de landen Bolivia, Brazilië, Colombia, Ecuador, Frans-Guyana, Guyana, Suriname, Peru, Argentinië, Paraguay en Venezuela. De habitat bestaat uit vochtige tropische en subtropische bossen en verschillende typen savannen en draslanden. Ook in door de mens aangepaste streken zoals akkers, weilanden, plantages, aangetaste bossen en landelijke tuinen kan de slang worden gevonden. De soort is aangetroffen van zeeniveau tot op een hoogte van ongeveer 1000 meter boven zeeniveau.

## Beschermingsstatus
Door de internationale natuurbeschermingsorganisatie IUCN is de beschermingsstatus 'veilig' toegewezen (Least Concern of LC).

## Ondersoorten
De soort wordt verdeeld in vier ondersoorten. Een voormalige ondersoort, Micrurus lemniscatus diutius, wordt tegenwoordig als een aparte soort erkend; Micrurus diutius. De huidige ondersoorten zijn onderstaand weergegeven, met de auteur en het verspreidingsgebied.
| Naam                                 | Auteur                  | Verspreidingsgebied                                                           |
| ------------------------------------ | ----------------------- | ----------------------------------------------------------------------------- |
| Micrurus lemniscatus lemniscatus     | Linnaeus, 1758          | Brazilië, Frans-Guyana, Guyana                                                |
| Micrurus lemniscatus carvalhoi       | Roze, 1967              | Brazilië, Argentinië, Paraguay                                                |
| Micrurus lemniscatus frontifasciatus | Werner, 1927            | Bolivia, Brazilië                                                             |
| Micrurus lemniscatus helleri         | Schmidt & Schmidt, 1925 | Bolivia, Brazilië, Colombia, Ecuador, Peru, Argentinië, Paraguay en Venezuela |